# Theodor-Hagen-Weg
Der Theodor-Hagen-Weg ist die westliche Begrenzung des Historischen Friedhofs Weimar. Benannt wurde der Straßenzug in der Weimarer Westvorstadt beziehungsweise Südstadt nach dem Maler der Weimarer Malerschule Theodor Hagen, der an der anliegenden Friedhofsmauer sein Grab hat.
Der Theodor-Hagen-Weg beginnt am Poseckschen Garten unterhalb der Schleife der Wilhelm-Külz-Straße. Seine Namensgebung wird einerseits auf 1952, andererseits auf 1971 datiert.
Laut einem Stadtplan von 1915 existierte zu der Zeit die Straße bereits, ohne jedoch mit einem Straßennamen versehen worden zu sein.
1986 bzw. 1987 wurden zwei Kindertagesstätten im Theodor-Hagen-Weg errichtet, die nach Clara Zetkin und Friedrich Fröbel benannt wurden und die Hausnummern 1 und 3 erhielten. Die Umgebung ist von gründerzeitlichen Villen mit dazugehörigen Gärten, denen des Jugendstil insbesondere in der Cranachstraße, sowie einigen Bauten aus den 1970er Jahren geprägt. Der gesamte Theodor-Hagen-Weg wurde in die Denkmalliste der kreisfreien Stadt Weimar eingetragen.